# Instituto Médio Agrário de Malanje
O Instituto Médio Agrário de Malanje (IMAM) é uma escola de ensino médio-técnico e profissional angolana que se localiza na comuna de Quêssua, município de Malanje, na província homônima.
O instituto é de propriedade do Ministério da Educação em parceria com o Ministério da Agricultura, Pescas e Industrias Alimentares de Angola.
O IMAM também trabalha com a comunidade, através de um campo experimental, industrializando alimentos como compotas, marmeladas, maionese, picle entre outros, além de ser um centro de certificação do Ministério da Agricultura.

## Cursos
No IMAM, são ministradas as aulas dos cursos de:
- Produção Vegetal;
- Eletricidade;
- Gestão Agrária.

## História
Após o fim da Guerra Civil Angolana o governo central estudava maneiras de reconstruir as escolas, o Ministério da Educação angolano criou a Reforma do Ensino Técnico Profissional (RETEP), que consistia na recuperação/criação de escolas de ensino médio técnico em todo o país. A primeira escola a surgir neste formato foi o IMAM, no ano de 2007.
O instituto participou com sucesso do I Congresso de Iniciação Científica dos Institutos Médios Agrários de Angola, em Andulo, no Bié, realizado no IMAM e também na Feira Internacional de Educação realizada em Luanda (FILDA).

## Característica do instituto

### Uniformes
Os uniformes do instituto são de cinco tipos, sendo eles:
- bata branca: utilizado somente pelo professor durante a presença do mesmo no instituto;
- bata azul: utilizado pelos alunos dos Cursos (produção vegetal e Gestão Agrária);
- bata verde: utilizada pelos alunos dos Curso de (Eletricidade e Construção Civil);
- macacão marrom e azul e botinas pretas: roupa utilizada por alunos que vão trabalhar no campo;
- camisa pólo verde: Utilizada apenas alguns dias da semana pelos alunos da 13ª classe, pelo fato dos mesmos serem finalistas dos seus respectivos cursos.

### Estrutura
Possui uma área administrativa, social, refeitório com capacidade de atendimento para 500 alunos, internato com igual capacidade, lavandaria, cantina, 20 salas de aulas, sete laboratórios, oficinas e 25 residências para os professores.
A área do internato (alojamento) tem a capacidade de internar 500 estudantes provenientes de distintas províncias do país.

## Composição dos discentes e docentes
O IMAM possui professores de três diferentes nacionalidades, sendo em sua maioria angolanos, seguidos de cubanos e brasileiros.
Os alunos vem de diversas províncias do país, principalmente de Luanda, Malanje, Huíla, além de outras. Os alunos de diferentes províncias permanecem no Instituto através de um sistema de Internato, a mesma situação ocorre com os professores que não moram no país ou região em que o Instituto está localizado.